# Łańcuch J

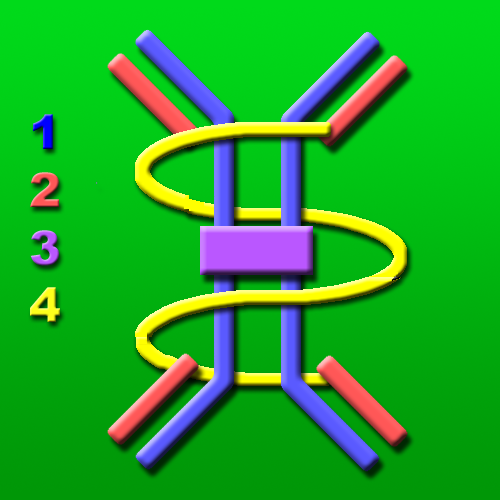
Schemat budowy IgA z zaznaczeniem łańcucha J (element fioletowy, nr 3)

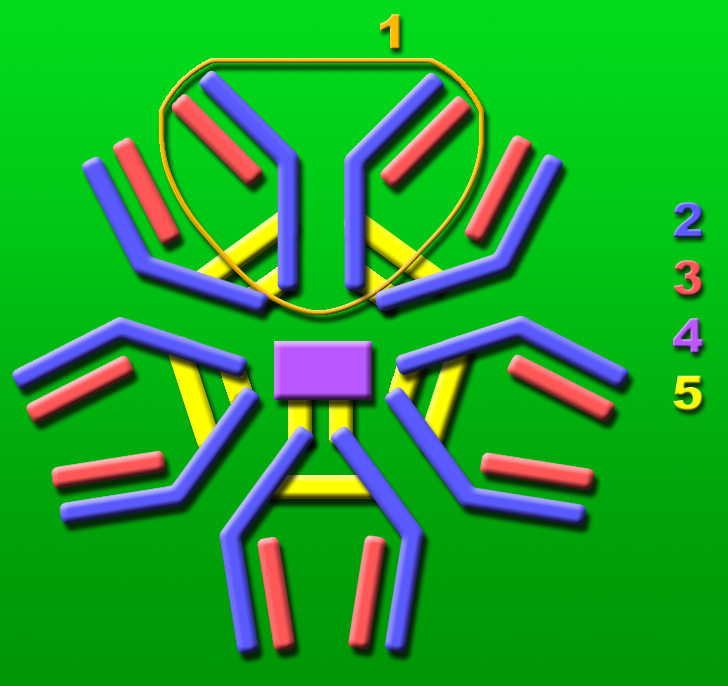
Schemat budowy IgM z zaznaczonym łańcuchem J (element fioletowy, nr 3)

Łańcuch J (ang. J Chain, J od joining - łączący) – białko stanowiące element struktury polimerycznych form immunoglobulin IgM i IgA. Zbudowany jest z 137 aminokwasów i kodowany przez gen JCHAIN.

## Budowa
Masa cząsteczkowa łańcucha J wynosi ok. 15,6 kDa.
Wykazuje typową dla immunoglobulin budowę dwóch harmonijek beta złożonych z czterech nici beta. 
Posiada 8 reszt cysteinowych. Dwie z tych reszt łączą łańcuchy α IgA (Cys495) lub łańcuchy μ IgM (Cys575) przez mostki dwusiarczkowe, stanowiąc połączenie pomiędzy dwoma regionami Fc cząsteczek tych przeciwciał.
Łańcuch J wykazuje wysoki stopień homologii między immunoglobulinami ptaków i ludzkimi, sugerując, że spełnia ważną rolę w odporności humoralnej.

## Funkcja
Zasadniczą rolą łańcucha J jest umożliwianie tworzenia form polimerycznych przez IgA i IgM i ich translokacji przez komórki nabłonka błon śluzowych. 
Występuje ścisła współzależność pomiędzy cząsteczką polimerycznej immunoglobuliny IgM lub IgA (pIg), a receptorem dla tych polimerycznych form immunoglobulin (pIgR).
Głównym  miejscem  syntezy tego polipeptydu jest tkanka limfoidalna związana z błonami śluzowymi (MALT).
Ponieważ IgM i IgA są jedynymi dwoma klasami przeciwciał, które polimeryzują, początkowo zakładano, 
że łańcuch J jest konieczny do polimeryzacji. Jednak później odkryto, że IgM 
może polimeryzować w nieobecności łańcucha J zarówno w formie pentameru, jak i heksameru.
Jednakże obie formy bez łańcucha J występują mniej licznie niż z łańcuchem J. 
Dotyczy to też dimerów IgA. 
Łańcuch J również odgrywa rolę w aktywacji dopełniacza. 
Heksamery IgM bez łańcucha J są 15-20 razy silniej aktywują dopełniacz niż
pentameryczne IgM z łańcuchem J. W efekcie IgM z łańcuchem J jest "bezpieczniejsza", bo
może wiązać antygeny bez powodowania nadmiernego uszkodzenia błon nabłonków 
poprzez aktywację dopełniacza.